# Courtney Ford
Courtney Braden Ford, född 27 juni 1978 i Orange County i Kalifornien i USA, är en amerikansk skådespelerska.
Ford har medverkat i TV-serierna Dexter, True Blood och Revenge sedan 2014. Ford är sedan november 2007 gift med skådespelaren Brandon Routh och har en son född 2012.